# Atriplex spectabilis
Atriplex spectabilis är en amarantväxtart som beskrevs av Jakob Friedrich Ehrhart och Horace Bénédict Alfred Moquin-Tandon. Atriplex spectabilis ingår i släktet fetmållor, och familjen amarantväxter. Inga underarter finns listade i Catalogue of Life.